# Dorothy La Bostrie
Dorothy La Bostrie (* 18. Mai 1928 in Rayland, Kentucky; † 4. November 2007 in Atlanta, Georgia; gelegentlich auch Labostrie oder LaBostrie geschrieben) war eine amerikanische Songwriterin der Genres Rhythm and Blues, Rock ’n’ Roll und Gospel. Ihr größter Erfolg war die Mitarbeit bei Tutti Frutti von Little Richard im Jahr 1955.

## Leben
Dorothy La Bostries Vater Amos stammte aus einer kreolischen Familie aus New Orleans, Louisiana, und ging mit seiner zweiten Ehefrau zum Arbeiten in die Bergbaustadt Rayland in Kentucky. Nach einem Arbeitsunfall zog die junge Familie nach Mobile, Alabama, wo La Bostrie aufwuchs. 1951 besuchte La Bostrie erstmals New Orleans, um nach Verwandten ihres Vaters zu suchen, die sie bald in ihrem Stiefbruder und einigen Tanten ersten und zweiten Grades fand. Sie blieb in der Stadt und arbeitete zuerst als Hausmädchen und Bedienung.
In den berühmten Musikclubs der Rampart Street hörte La Bostrie die damaligen Größen des Rhythm and Blues wie Amos Milburn, Bull Moose Jackson und Louis Jordan, aber auch die Lokalmatadoren Paul Gayten, Larry Darnell und Roy Brown. Außer dem Chorgesang und einigen lyrischen Versuchen während ihrer Schulzeit in Mobile hatte La Bostrie keine aktiven Erfahrungen als Musikerin.
Im September 1955 suchte Bumps Blackwell als Produzent von Specialty Records über einen Radioaufruf nach versierten Songwritern für seine erstmaligen Aufnahmesessions mit Little Richard. La Bostrie stellte sich im hierfür gebuchten J&M Recording Studio von Cosimo Matassa vor und wurde umgehend mit der Entschärfung des schlüpfrigen Textes von Richards Tutti Frutti beauftragt. Jahre später beanspruchte La Bostrie in einem Interview mit Jeff Hannusch die gesamte Autorenschaft des Rock-’n’-Roll-Klassikers für sich. Am selben Tag nahm Richard Dorothy La Bostries I’m Just a Lonely Guy auf, das schließlich als B-Seite von Tutti Frutti erschien. Im Anschluss an diesen Erfolg platzierte La Bostrie noch Rich Woman für Li’l Millet bei Specialty, konnte aber mit ihrer Weigerung gegenüber Labelchef Art Rupe, das Urheberrecht ihrer Kompositionen vollständig an die labeleigenen Musikverlage zu übertragen, nicht gegen andere Songwriter konkurrieren, die sich mit Einmal-Zahlungen im dreistelligen Dollar-Bereich zufriedengaben.
Joe Ruffino von Ron Records und Ric Records gab der Songwriterin schließlich die Möglichkeit, für dessen Künstler Tommy Ridgely und Chris Kenner zu arbeiten. Zudem ließ La Bostrie ihrem Nachbarn Johnny Adams den Song I Won’t Cry zukommen, um ihn Ruffino vorzustellen und so Adams’ Karriere mit anzustoßen. Sie zeigte sich 1959 auch für Don’t Mess With My Man der jungen Irma Thomas verantwortlich. Bei der Arbeit für Ron and Ric lernte La Bostrie die Studiomusiker Edgar Blanchard samt dessen Gruppe The Gondoliers sowie den Tenorsaxophonisten Lee Allen kennen, die seinerzeit häufig gebuchte Musiker waren mit vielen Kontakten zur Musikszene in New Orleans. Schließlich überwarf sich die Songwriterin auch mit Ruffino im Streit um ausstehende Tantiemen.
In den 1960er Jahren blieb La Bostrie noch einige Zeit in New Orleans, indem sie für Matassas White Cliffs Publishing Company Auftragsarbeiten annahm. 1970 erschien ihre letzte Komposition auf einem kommerziellen Tonträger mit Mickey Mouse Boarding House von Walter Washington auf Scream Records. Nach einem Unfall in den 1970er Jahren zog sich La Bostrie nach New York zurück. Sie starb am 4. November 2007 während einer Urlaubsreise in Atlanta und hinterließ zwei Töchter, vier Enkel, 17 Urenkel und einen Ururenkel.
La Bostrie verweist auf ihr Gesamtwerk von „mehreren hundert Songs, von denen 27 wenigstens einmal aufgenommen wurden.“ Bei der BMI sind unter ihrem Namen insgesamt 28 Kompositionen registriert. Inspiration für ihre Lieder holte sie sich aus ihrem alltäglichen Umfeld. So verarbeitete sie aufgeschnappte Phrasen von Gesprächen ebenso wie spontane Beobachtungen, die sie notierte und dann zu Songs ausbaute. Tutti Frutti blieb allerdings ihr einziger wirklich erfolgreicher Hit, der ihr allein ein gutes Auskommen durch regelmäßige Tantiemen ermöglichte.